# Kilza Setti

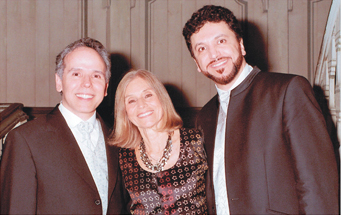
Kilza Setti mit Maximiliano de Brito und Renato Mismetti (2010)

Kilza Setti de Castro Lima (* 26. Januar 1932 in São Paulo, Brasilien) ist eine brasilianische Komponistin, Musikethnologin und Sozialanthropologin.

## Biographie
Kilza Setti absolvierte ein Klavierstudium am Conservatório Dramático e Musical de São Paulo. Nach dessen Abschluss und einigen Semestern Publizistik erhielt sie vom Konservatorium für Theater und Musik São Paulo ein Stipendium für den Studiengang für Komposition und Kontrapunkt unter Camargo Guarnieri (1907–1993), einem der maßgeblichen Komponisten Brasiliens. 
1967 erhielt sie ein Stipendium von Gulbenkian-Stiftung in Lissabon zur musikwissenschaftlichen Forschung in portugiesischen Dörfern. Hier forschte sie auf dem Gebiet der Ursprünge und der Weiterentwicklung des Musikrepertoires des brasilianischen Südostens.
In den 70er Jahren erhielt sie für zehn ihrer Kompositionen Preise, darunter den ersten Preis im Kompositionswettbewerb Das Brasilianische Lied.
1982 wurde sie von der Universität São Paulo zur Sozialanthropologin promoviert. Kilza Setti erforschte die Musik der Caiçara-Fischer (europäisch- und indianischstämmige Bewohner der Südostküste Brasiliens), sowie die rituelle Musik der Guarani-Mbyá-Indianer aus dem Bundesstaat São Paulo und der Timbira-Indianer aus Zentralbrasilien. Sie ist Initiatorin und Leiterin des Projekts Musikalisches Ton-Archiv des Timbira-Indianer und Koordinatorin von Projekten für indianische Erziehung.
Kilza Settis kompositorisches Werk umfasst Vokal-, Chor- und Kammermusik, aber auch Werke für Instrumentalensembles und Orchester. Ihre Forschungsarbeiten zur Musik brasilianischer Indianervölker hat ihre Werke beeinflusst.
Setti ist Mitglied des International Council for Traditional Music - Columbia University, der Sociedade Brasileira de Música Contemporânea, der Sociedade Brasileira de Antropologia da Música (Gründungsmitglied), des Centro de Estudos de Sociologia da Arte, der Sociedade Brasileira de Musicologia, der Associação Nacional de Pesquisa e Pós-graduação em Música (Gründungsmitglied), des Editorial-Beirats der Zeitschrift  African Music - Rhodes University, South Africa. Weiterhin gehört sie dem Centro de Estudos Americanos Fernando Pessoa, dem Centro de Estudos de Sociologia da Arte - Universidade de São Paulo - (Gründungsmitglied) und dem Vorstand und Beirat für Ethnologie des Centro de Trabalho Indigenista de São Paulo an. An der Bundesuniversität von Bahia  hat sie eine Gastprofessur. Setti ist gewähltes Mitglied der Academia Brasileira de Música, Stuhl 9.

## Kompositionen
| Jahr                            | Titel                                                | Text / Instrumente                                              |
| ------------------------------- | ---------------------------------------------------- | --------------------------------------------------------------- |
| Werke für Stimme und Klavier    |                                                      |                                                                 |
| 1955                            | Os olhos do meu benzinho                             | Gustavo Barroso                                                 |
| 1957                            | Distâncias                                           | Alice Camargo Guamieri                                          |
| 1958                            | Raro dom                                             | Suzanna de Campos                                               |
| 1959                            | Você gosta de mim                                    | Cassiano Ricardo                                                |
| 1960                            | Cantiga                                              | Manuel Bandeira                                                 |
| 1961                            | A estrela                                            | Manuel Bandeira                                                 |
| 1961                            | Três lembranças do folclore infantil                 | "Cantos populares do Brasil" von Sílvio Homero                  |
| 1961                            | Trova de muito amor para um amado senhor             | Hilda Hilst                                                     |
| 1962                            | Dois poemas de Geir Campos                           | Geir Campos                                                     |
| 1962                            | Cantorias Paulistas                                  | nach mündlicher Überlieferung, von der Komponistin festgehalten |
| 1962                            | Poesia da tua luz                                    | Rossini Camargo Guarnieri                                       |
| 1963                            | Na palma da mão uma estrela                          | Sérgio Ricardo Tavares de Lima                                  |
| 1965                            | Serenata                                             | Vicente de Carvalho                                             |
| 2000                            | Singende Landschaften                                | Liederzyklus nach sieben Gedichten von Margret Hölle            |
| 2002                            | Três canções                                         | Carlos Drummond de Andrade                                      |
| 2004                            | Obialá Korô                                          | afro-brasilianisches Thema                                      |
| 2004                            | Yemanjá Otô                                          | afro-brasilianisches Thema                                      |
| 2005                            | Tempos Vocalizados                                   |                                                                 |
| Werke für Stimme und Begleitung |                                                      |                                                                 |
| 1958                            | Quatro canções                                       |                                                                 |
| 1993                            | Oreru ñamandu ete tenondeguá - Preces mbyá- guarani  |                                                                 |
| 1995                            | Hõkrepoi                                             | Worte aus den ritualistischen Gesängen der Krahô-Indianer       |
| 1998                            | Ave Maria                                            |                                                                 |
| 1998                            | Suíte Cantante para seis trabalhos de amor           | Luís Milanesi                                                   |
| 1999                            | Imagens sobre Dreamtime Poem                         | Michelle Coulthard                                              |
| 2000                            | Memória (Valsinha do inútil)                         | Carlos Drummond de Andrade                                      |
| 2001                            | Ofertório                                            |                                                                 |
| 2002                            | Acre-noturno                                         | Mário de Andrade                                                |
| 2004                            | Mosaicos sulamericanos                               | Liederzyklus                                                    |
| Werke für Chor a cappella       |                                                      |                                                                 |
| 1958                            | Dois corais mistos : Obialá Korô, Yemanjá Otô        | Themen aus den Candomblés Gege und Kêto                         |
| 1959                            | Balada do rei das sereias                            | Manuel Bandeira                                                 |
| 1973                            | Poesia II                                            | José Gomes Ferreira                                             |
| 1982                            | Canoa em dois tempos                                 | volkstümliche Texte, von der Komponistin festgehalten           |
| 1982                            | Ser                                                  | Carlos Drummond de Andrade                                      |
| 1982                            | Memória                                              | Carlos Drummond de Andrade                                      |
| Chor und Instrumente            |                                                      |                                                                 |
| 1962                            | Lenda do céu                                         | SATB und Schlagwerk                                             |
| 1972                            | Lundu                                                | SATB und Streichquartett                                        |
| 1973                            | Jogo da Condessa                                     | SABT und Schlagwerk                                             |
| 1990                            | Missa Caiçara                                        |                                                                 |
| Werke für Soloinstrumente       |                                                      |                                                                 |
| 1955                            | Toada                                                | Klavier                                                         |
| 1958                            | Seis peças em clave de Sol                           | Klavier                                                         |
| 1958                            | Valsa                                                | Klavier                                                         |
| 1958                            | Oito variações para piano (sobre um tema popular)    | Klavier                                                         |
| 1959                            | Interlúdio (Em memória de Joaquim Carlos Nobre)      | Klavier                                                         |
| 1960                            | À moda do Gonzaga                                    | Klavier                                                         |
| 1960                            | Suíte para piano: Ciranda, Samba-lenço, Valsa, Lundu | Klavier                                                         |
| 1960                            | Série para piano                                     | Klavier                                                         |
| 1972                            | Dois momentos                                        | Blockflöte                                                      |
| 1972                            | Duas peças: 1 – Canto de Yemanjá, 2 – Canto de Erê   | Klavier                                                         |
| 1987                            | Multisarabanda (em homenagem a Camargo Guarnieri)    | Klavier                                                         |
| 2005                            | XIV Estação da Via Sacra “Jesus é sepultado”         | Klavier                                                         |
| Orchesterwerke                  |                                                      |                                                                 |
| 1958                            | Toada                                                | Orchester                                                       |
| 1961                            | Suíte                                                | Streichorchester, Píccolo, Flöte, Klarinette                    |
| 1966                            | Folgança                                             | Suite für Orchester                                             |
| 1999                            | Meditação sobre o Tietê                              | Solisten, Chor und Orchester                                    |
| weitere Werke                   |                                                      |                                                                 |
| 1957                            | Seis variações                                       | Streichquartett                                                 |
| 1959                            | Cantilena                                            | Klarinette und Klavier                                          |
| 1973                            | Dois momentos                                        | Blockflöte und Klavier                                          |
| 1976                            | Fragmentações                                        | SATB, Klavier und Schlagwerk                                    |
| 1978                            | Rito e jogo: dois estudos para percussão             | Schlagwerk                                                      |
| 1983                            | Conversainvento                                      | Fagott und Klavier                                              |
| 1999                            | Gabby Gwynne                                         | Klarinette, Gitarre, Posaune, Fagott, Afoxé, Cuíca              |
| 1999                            | Crying for the death of Truganini                    | Oboe, Horn und Klavier                                          |

## Publikationen
- Ubatuba nos Cantos das Praias, 1985
- Amjëkin, Musik der Timbira-Völker: 3 CDs über indianische Musik

### Mitwirkung bei internationalen Publikationen
- The Universe of Music: a history – UNESCO
- Die Musikkulturen der Indianer Brasiliens, 1997
- Caminhos musicais entre Portugal e Brasil, música tradicional portuguesa
- Música caiçara e de derivação africana, Notes on caiçara musical production
- Sistemas musicais dos Índios Mbyá-Guarani de SP e dos Timbira do MA e TO